# Palagruža
Palagruža (wł.: Pelagosa) – archipelag małych wapiennych wysp na Adriatyku, w skład których wchodzą dwie największe, zwane Vela („wielka”) i Mala („mała”) oraz kilkanaście mniejszych (w tym Tarmuntona, Pupak, Kunj, Baba, Gaće, Galijula i inne). Największa, Vela Palagruža, ma powierzchnię 28,55 ha; długość linii brzegowej wynosi 3 681 m, wysokość 92 m, długość 1 400 m, a szerokość 300 m. Archipelag położony jest 125 km na południe od Splitu, należy do okręgu administracyjnego Komiža (żupania splicko-dalmatyńska) i jest w zasadzie niezamieszkany, jeśli nie liczyć obsługi latarni, pracowników stacji meteorologicznej i turystów. Chorwacka nazwa wyspy pochodzi od włoskiej, natomiast włoska od greckiego słowa πέλαγος, oznaczającego „morze”.
Podczas I wojny światowej wyspy należały do Austro-Węgier i z racji położenia pośrodku Adriatyku, były areną krótkotrwałych walk między Włochami, a Austro-Węgrami. Po raz pierwszy zostały ostrzelane i zajęte przez siły włosko-francuskie 10/11 lipca 1915. 13 lipca i 17 sierpnia pozycje włoskie były ostrzeliwane przez austro-węgierskie okręty, po czym 18/19 sierpnia placówka włoska została ewakuowana. Do końca wojny wyspy pozostały nieobsadzone.